# Natálie Romanová
Natálie Romanová (rozvedená Fialová, provdaná Achaladze; * 7. prosince 1944 Černovice, okres Severní Bukovina, SSSR) je česká operní pěvkyně (sopranistka) ukrajinského původu. Působila jako sboristka v Národním divadle v Praze, krátce pak už jako sólistka v Ústí nad Labem a většinu svého profesního života strávila v brněnském Národním divadle. Posléze začala zpěv i vyučovat na Janáčkově akademii múzických umění (JAMU). Vystupovala i koncertně, nahrávala pro rozhlas.

## Život

### Rodinné zázemí
Narodila se 7. prosince 1944 v Černovicích na jihozápadní Ukrajině, tehdy v Severní Bukovině na území Sovětského svazu. Její matka byla Ruska, profesorka ruského jazyka a literatury, za druhé světové války pracující jako ošetřovatelka. Otec pocházel ze Zakarpatské Ukrajiny a za války byl velitelem tanku v československé armádě. Seznámili se, když kvůli válečnému zranění přišel o nohu. Po válce se i s rodinou vrátil do Československa a usadili se na severu Čech, v Bohosudově u Teplic. Oba rodiče měli hudební nadání, matka hrála na klavír a později hru i vyučovala, otec byl houslista samouk a během války v armádě spoluzakládal umělecký soubor. Natálie se jako šestiletá začala učit na klavír a v dětství vystupovala se svými dvěma sestrami v pěveckém triu.

### Studium a raná kariéra
Absolvovala gymnázium v Teplicích a pak se přihlásila na Státní konzervatoř v Praze, kam byla v roce 1961 přijata ke studiu sólového zpěvu u profesora Konstantina Karenina, později navštěvovala i varhanní oddělení.
Od 1. ledna 1967 do konce ledna 1975 byla sboristkou Smetanova divadla spadajícího pod Národní divadlo. V průběhu osmi sezon se se sborem zúčastnila i několika zahraničních zájezdů a jako členka sboru byla příležitostně pověřována také sólovými úkoly. Plnohodnotnou sólovou dráhu však zahájila až v roce 1975 v tehdejším Divadle Zdeňka Nejedlého v Ústí nad Labem, kde se rok předtím stal šéfem opery dirigent Petr Vronský a po svém nástupu výrazně omladil sólistický soubor. Její debutovou rolí se stala Mařenka v Prodané nevěstě Bedřicha Smetany, která odstartovala dlouhodobý řetězec jejích mladodramatických úloh. Za roli Krasavy ve Smetanově Libuši obdržela mladá pěvkyně v roce 1977 Cenu hudebního a literárního fondu. Objevil ji také brněnský operní režisér Václav Věžník, který pohostinsky řídil nastudování opery Královnin prsten v Ústí, a v roce 1977 byla angažována Státním divadlem v Brně. V angažmá brněnské opery pak vytrvala až do roku 2008.

### Angažmá v Brně
Brněnskému publiku se představila poprvé pohostinsky v roli Mařenky už v květnu 1976, poté ztvárnila Violettu z Traviaty Giuseppa Verdiho. První úlohou již ve stabilním angažmá se stala Soňa v opeře Sergeje Prokofjeva Semjon Kotko. Během prvních dvou let se stala přední sólistkou brněnské opery, obsazovanou do většiny premiér. V průběhu tří desítek let působení podle Mojmíra Weimanna z Opera+ zaujala významné postavení v historii souboru. Za dobu svého angažmá nastudovala více než 50 rolí českého i světového repertoáru. Vytrvala však jako jedna z posledních českých pěvkyň soustavně a programově se věnujících českému opernímu repertoáru a na vysoké interpretační úrovni zvládající náročné sopránové party ve všech Smetanových operách i v ústředních dílech Antonína Dvořáka a Leoše Janáčka. Typově jí byly nejbližší i úlohy širšího slovanského repertoáru (Vendulka, Anežka, Jenůfa, Taťána). Vystupovala ovšem i v rolích jako například Paminy v Mozartově Kouzelné flétně, Mimi v Pucciniho Bohémě, Alžběty ve Wagnerově Tannhäuserovi, Desdemony ve Verdiho Otellovi nebo v Pucciniho operách jako Liú v Turandot nebo titulní Butterfly.
V brněnském angažmá byla znovu odměněna Cenou hudebního a literárního fondu, tentokrát za roli Míly v Janáčkově Osudu, kterou premiérově hrála na podzim 1987. Navíc byla nominována na Cenu Thálie za ztvárnění titulní úlohy v Janáčkově Káti Kabanové, s níž se poprvé seznámila v říjnu 1986.

### Další působení
Byla zvána k hostování na různých českých i slovenských scénách včetně pražského Národního divadla či Státní opery Prahy, ale i v zahraničí. Zpívala mimo jiné na koncertním turné v Itálii a Švýcarsku, na scénách v Nizozemsku v janáčkovských úlohách Jenůfy, Káti Kabanové i Lišáka z Příhod Lišky Bystroušky, dále jako Mimi v Bohémě nebo v samostatném pěveckém recitálu. Ve Španělsku vystupovala jako Jenůfa v Madridu, jako Líza z Pikové dámy v Barceloně, dále jako Rusalka ve švýcarském Curychu, jako Jenůfa v  izraelském Tel Avivu.
Kromě operního repertoáru i spolupracovala s mnohými domácími i zahraničními orchestry, věnovala se též koncertní činnosti. Vystoupila na festivalu Pražské jaro v roce 1979 v Beethovenově 9. symfonii s Ódou na radost s Českou filharmonií pod taktovkou Františka Jílka nebo v roce 2001 v Szymanovského Stabat Mater a Janáčkově Glagolské mši. Věnovala se nahrávání v Československém rozhlase Brno, na nahrávkách spolupracovala i s pražským nebo plzeňským rozhlasem.
Natalia Romanová začala sólový zpěv také vyučovat na katedře zpěvu Hudební fakulty Janáčkovy akademie múzických umění. Mezi jejími úspěšnými žáky byli Richard Samek či Zdeněk Plech.
Byla mezi prvními, kdo byli za rok 1993 oceněni Cenou města Brna. Dne 10. listopadu 2024 převzala u příležitosti svých 80. narozenin Pamětní medaili Leoše Janáčka „za zásluhy na poli Janáčkovské interpretace a za vynikající pedagogickou činnost“.

### Osobní život
Poprvé provdaná převzala příjmení Fialová. Podruhé se vdala v roce 1980 za Václava Achaladzeho, který byl jejím pěveckým poradcem. K únoru 2025 měla dva syny a celkem pět prakticky již dospělých vnoučat.